# Olympische Sommerspiele 1948/Teilnehmer (Vereinigte Staaten)
| Gelbes Symbol für Goldmedaillen mit stilisierten Olympischen Ringen | Graues Symbol für Silbermedaillen mit stilisierten Olympischen Ringen | Braundes Symbol für Bronzemedaillen mit stilisierten Olympischen Ringen |
| ------------------------------------------------------------------- | --------------------------------------------------------------------- | ----------------------------------------------------------------------- |
| 38                                                                  | 27                                                                    | 19                                                                      |

Die Vereinigten Staaten nahmen an den Olympischen Sommerspielen 1948 in London mit einer Delegation von 300 Athleten, 262 Männer und 38 Frauen, teil.

## Teilnehmer nach Sportarten

### Basketball
| Männer - Gold Clifford Barker Don Barksdale Ralph Beard Lewis Beck Vince Boryla Gordon Carpenter Robert C. Pitts Alexander Groza Wallace Jones Bob Kurland Raymond Lumpp Jesse Renick Jack Robinson Kenny Rollins |

### Boxen
| Männer - Chuck Spieser - Frankie Sodano - Wallace Smith - Jay Lambert - Washington Jones - Eddie Johnson - Bill Bossio - Horace Herring Silber Weltergewicht |

### Fechten
| Männer - Albert Wolff - Donald Thompson - Gus Prokop - Nate Lubell - Norman Lewis - Ralph Goldstein - Silvio Giolito - Dernell Every - Joe de Capriles - Daniel Bukantz - Andrew Boyd - George Worth Bronze Säbel Mannschaft - Tibor Nyilas Bronze Säbel Mannschaft - James Flynn Bronze Säbel Mannschaft - Miguel de Capriles Bronze Säbel Mannschaft - Norman Cohn-Armitage Bronze Säbel Mannschaft - Dean Cetrulo Bronze Säbel Mannschaft | Frauen - Janice Romary - Helena Dow - Maria Cerra |

### Fußball
| - Ausgeschieden im Achtelfinale Archie Strimel John Souza Ed Souza Benny McLaughlin Manuel Martin Joe Ferreira Joseph Costa Charlie Colombo Bill Bertani Ray Beckman Walter Bahr |

### Gewichtheben
| Männer - Richard Tomita - John Terpak - Joe Pitman - Emerick Ishikawa - Richard Tom Bronze Bantamgewicht - Norbert Schemansky Silber Schwergewicht - Harold Sakata Silber Leichtschwergewicht - Peter George Silber Mittelgewicht - Stanley Stanczyk Gold Leichtschwergewicht - Frank Spellman Gold Mittelgewicht - Joseph DePietro Gold Bantamgewicht - John Davis Gold Schwergewicht |

### Kanu
| Männer - Ernest Riedel - Thomas Horton - William Havens - John Eiseman - Ray Clark - Frank Havens Silber Einer-Canadier 10.000 m - Steve Macknowski Silber Zweier-Canadier 1000 m Gold Zweier-Canadier 10.000 m - Steve Lysak Silber Zweier-Canadier 1000 m Gold Zweier-Canadier 10.000 m |

### Hockey
| Männer - 10. Platz William Andrews Wilson Felix Ucko Walter Stude John Slade Sandy Sims John Renwick Kurt Orban Harry Marcoplos Henrik Lubbers William Kurtz Fred Hewitt Henry Goode Claus Gerson Donald Buck |

### Leichtathletik
| Männer - Fred Wilt - Adolf Weinacker - Ernest Weber - Ted Vogel - Jerry Thompson - Curtis Stone - Roland Sink - Fred Sharaga - Browning Ross - Clarence Robison - Whitey Overton - Eddie O’Toole - Boo Morcom - Irving Mondschein - Bob McMillen - Vern McGrew - Ollie Manninen - Bob Likins - Henry Laskau - Erik Koutonen - Jeff Kirk - Johnny Kelley - George Guida - Herman Goffberg - Donald Gehrmann - Vic Frank - Samuel Felton - Clem Eischen - Dwight Eddleman - Henry Dreyer - John Deni - Ernest Crosbie - Robert Chambers - Bill Burton - David Bolen - Martin Biles - Bob Beckus - Herbert Barten - Dick Ault - Bill Albans - George Stanich Bronze Hochsprung - Floyd Simmons Bronze Zehnkampf - Bob Richards Bronze Stabhochsprung - Fortune Gordien Bronze Diskuswurf - Jim Fuchs Bronze Kugelstoßen - Herb Douglas Bronze Weitsprung - Craig Dixon Bronze 110 m Hürden - Robert Bennett Bronze Hammerwurf - Steve Seymour Silber Speerwurf - Clyde Scott Silber 110 m Hürden - Jim Delaney Silber Kugelstoßen - Lorenzo Wright Gold 4 × 100-m-Staffel - Wilbur Thompson Gold Kugelstoßen - Willie Steele Gold Weitsprung - Guinn Smith Gold Stabhochsprung - William Porter Gold 110 m Hürden - Bob Mathias Gold Zehnkampf - Arthur Harnden Gold 4 × 400-m-Staffel - Cliff Bourland Gold 4 × 400-m-Staffel - Mel Patton Gold 200 m Gold 4 × 100-m-Staffel - Harrison Dillard Gold 100 m Gold 4 × 100-m-Staffel - Roy Cochran Gold 400 m Hürden Gold 4 × 400-m-Staffel - Barney Ewell Silber 100 m Silber 200 m Gold 4 × 100-m-Staffel - Mal Whitfield Bronze 400 m Gold 800 m Gold 4 × 400-m-Staffel | Frauen - Lillian Young - Jean Walraven - Mabel Walker - Bernice Robinson - Emma Reed - Theresa Manuel - Frances Kaszubski - Nell Jackson - Mae Faggs - Dorothy Dodson - Audrey Patterson Bronze 200 m - Alice Coachman Gold Hochsprung |

### Moderner Fünfkampf
| Männer - Dick Gruenther - Hale Baugh - George Moore Silber |

### Radsport
| Männer - Marvin Thomson - Al Stiller - Ted Smith - Wendell Rollins - Chester Nelsen junior - Tom Montemage - Ed Lynch - Jack Heid - Frank Brilando |

### Reiten
| Männer - Franklin Wing - John Russell - Hank Frierson - Robert Borg Silber Dressur Mannschaft - Charles Anderson Gold Vielseitigkeit Mannschaft - Earl Foster Thomson Silber Dressur Mannschaft Gold Vielseitigkeit Mannschaft - Frank Henry Silber Vielseitigkeit Silber Dressur Mannschaft Gold Vielseitigkeit Mannschaft |

### Ringen
| Männer - Hal Moore - Bill Koll - Billy Jernigan - Dick Hutton - Leland Merrill Bronze Weltergewicht - Gerald Leeman Silber Bantamgewicht - Henry Wittenberg Gold Halbschwergewicht - Glen Brand Gold Mittelgewicht |

### Rudern
| Männer - John Wade - Joseph Toland - Ralph Stephan - John Vincent McIntyre - Jack Kelly, Jr. - Arthur Gallagher - Vincent Deeney - Joe Angyal - Robert Perew Bronze Vierer ohne Steuermann - Frederick Kingsbury Bronze Vierer ohne Steuermann - Stuart Griffing Bronze Vierer ohne Steuermann - Gregory Gates Bronze Vierer ohne Steuermann - Bob Will Gold Vierer mit Steuermann - Warren Westlund Gold Vierer mit Steuermann - Ian Turner Gold Achter - David Turner Gold Achter - John Stack Gold Achter - Justus Smith Gold Achter - Ralph Purchase Gold Achter - Allen Morgan Gold Vierer mit Steuermann - Robert Martin Gold Vierer mit Steuermann - James Hardy Gold Achter - Gordon Giovanelli Gold Vierer mit Steuermann - Lloyd Butler Gold Achter - David Brown Gold Achter - George Ahlgren Gold Achter |

### Schießen
| Männer - Walter Walsh - Emmett Swanson - Philip Roettinger - Frank Parsons junior - John Layton - Arthur Jackson - Bob Chow - Harry Cail - Quentin Brooks - Joe Benner - Walter Tomsen Silber Kleinkaliber liegend 50 m - Arthur Cook Gold Kleinkaliber liegend 50 m |

### Schwimmen
| Männer - Howard Patterson - Forbes Norris - Bill Heusner - Robert Sohl Bronze 200 m Brust - Alan Ford Silber 100 m Freistil - Robert Cowell Silber 100 m Rücken - Keith Carter Silber 200 m Brust - Wallace Wolf Gold 4 × 200-m-Freistil-Staffel - Joseph Verdeur Gold 200 m Brust - Allen Stack Gold 100 m Rücken - Eugene R. Rogers Gold 4 × 200-m-Freistil-Staffel - Edwin Gilbert Gold 4 × 200-m-Freistil-Staffel - Bob Gibe Gold 4 × 200-m-Freistil-Staffel - William Dudley Gold 4 × 200-m-Freistil-Staffel - William Smith Gold 400 m Freistil Gold 4 × 200-m-Freistil-Staffel - Walter Ris Gold 100 m Freistil Gold 4 × 200-m-Freistil-Staffel - James McLane Silber 400 m Freistil Gold 1500 m Freistil Gold 4 × 200-m-Freistil-Staffel | Frauen - Jeanne Wilson - Penny Pence - Muriel Mellon - Nancy Lees - Clara LaMore - Barbara Jensen - Suzanne Zimmerman Silber 100 m Rücken - Thelma Kalama Gold 4 × 100-m-Freistil-Staffel - Brenda Helser Gold 4 × 100-m-Freistil-Staffel - Marie Louise Corridon Gold 4 × 100-m-Freistil-Staffel - Ann Curtis Silber 100 m Freistil Gold 400 m Freistil Gold 4 × 100-m-Freistil-Staffel |

### Segeln
| Männer - Julian Roosevelt - Richard Jessup - Henry Duys junior - Owen Torrey Bronze Swallow - Lockwood Pirie Bronze Swallow - Ralph Evans Silber Firefly - Herman Whiton Gold 6-m-Klasse - James Weekes Gold 6-m-Klasse - James Smith Gold 6-m-Klasse - Paul Smart Gold Star - Hilary Smart Gold Star - Michael Mooney Gold 6-m-Klasse - Alfred Lee Loomis junior Gold 6-m-Klasse |

### Turnen
| Männer - Raymond Sorensen - Edward Scrobe - William Roetzheim - Joseph Kotys - Vincent D’Autorio - Frank Cumiskey - Louis Bordo - William Bonsall | Frauen - Anita Simonis Bronze Mannschaftsmehrkampf - Clara Schroth-Lomady Bronze Mannschaftsmehrkampf - Helen Schifano Bronze Mannschaftsmehrkampf - Meta Elste Bronze Mannschaftsmehrkampf - Dorothy Dalton Bronze Mannschaftsmehrkampf - Consetta Caruccio-Lenz Bronze Mannschaftsmehrkampf - Marian Barone Bronze Mannschaftsmehrkampf - Ladislava Bakanic Bronze Mannschaftsmehrkampf |

### Wasserball
| Männer - 9. Platz Edwin Knox Dixon Fiske Harold Dash Chris Christensen Lee Case Ralph Budelman Bob Bray Kenneth Beck |

### Wasserspringen
| Männer - Miller Anderson Silber Kunstspringen 3 m - Samuel Lee Bronze Kunstspringen 3 m Gold Turmspringen 10 m - Bruce Harlan Gold Kunstspringen 3 m Silber Turmspringen 10 m | Frauen - Juno Stover-Irwin - Zoe-Ann Olsen Silber Kunstspringen 3 m - Patricia Elsener Bronze Kunstspringen 3 m Silber Turmspringen 10 m - Victoria Draves Gold Kunstspringen 3 m Gold Turmspringen 10 m |